# ラヴェッロ音楽祭

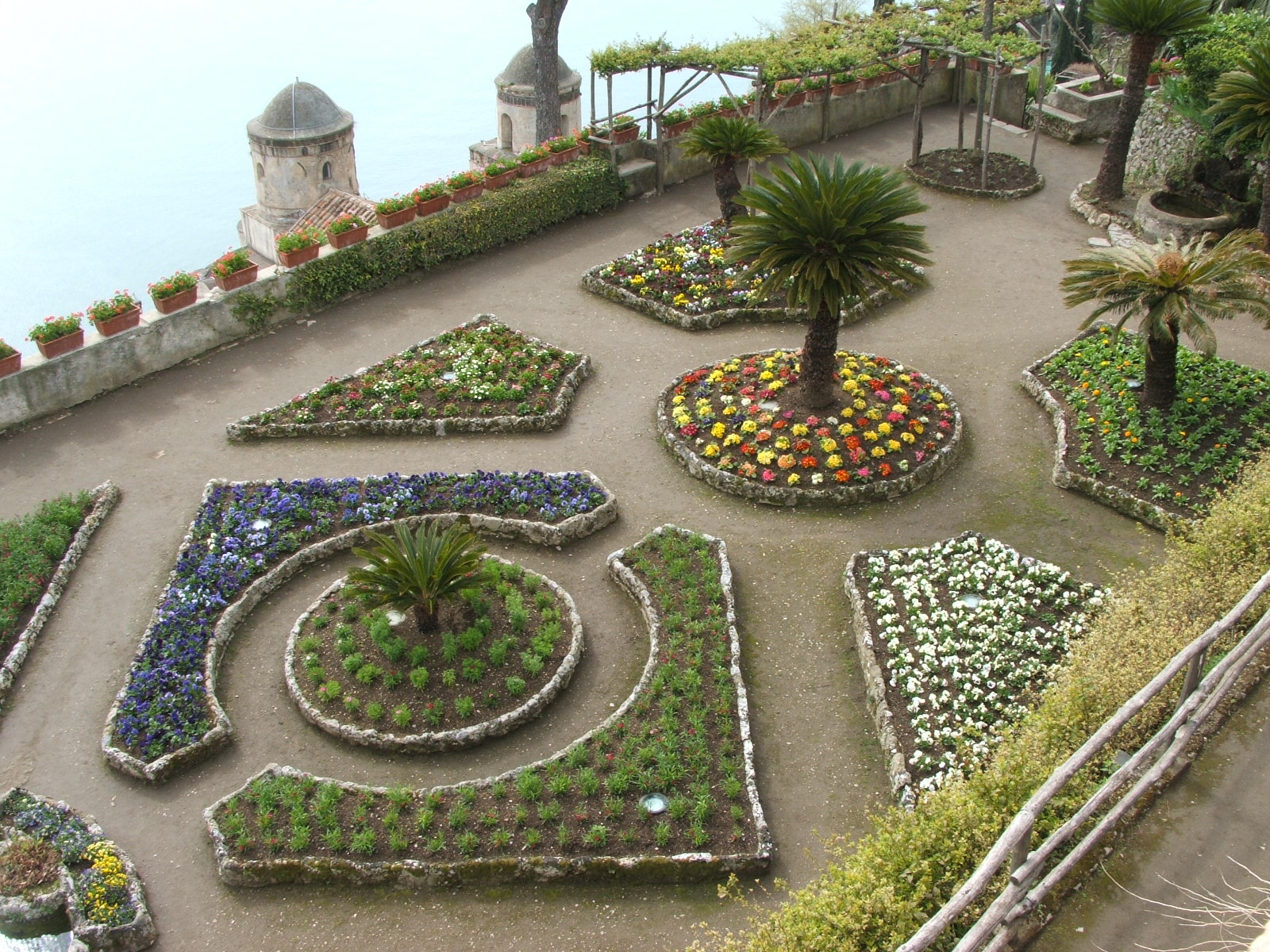
ヴィラ・ルーフォロの庭園

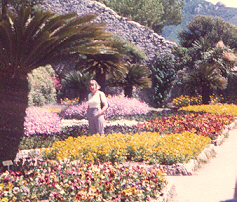
ヴィラ・ルーフォロの庭園

ラヴェッロ音楽祭（イタリア語: Ravello Festival）は、イタリアのアマルフィ海岸にあるラヴェッロで毎年夏に行われる音楽祭。

## 概要
ラヴェッロにあるヴィラ・ルーフォロでは1880年にリヒャルト・ワーグナーが滞在し、美しい風景から『パルジファル』のクリングゾルの庭の音楽の着想を得た。それにちなんで1953年から毎年「ワーグナー音楽祭」が開かれるようになった。現在でもワーグナーの作品の上演が大きな比重を占めるが、それ以外のオーケストラや室内楽のコンサートも行われる。
これまでにシュターツカペレ・ドレスデン、ロイヤル・フィルハーモニー管弦楽団、ロンドン交響楽団、マリインスキー劇場管弦楽団、ライプツィヒ・ゲヴァントハウス管弦楽団、RAI国立交響楽団、フランス国立管弦楽団、ミュンヘン・フィルハーモニー管弦楽団、サンクトペテルブルク・フィルハーモニー交響楽団、フィレンツェ五月音楽祭管弦楽団などが登場している。
2003年から「ライトモチーフ」といわれるモットーを設定している。2010年にはオスカー・ニーマイヤー会館が完成した。

## ライトモチーフ
- 2003年：力
- 2004年：夢
- 2005年：コントラスト
- 2006年：ゲーム
- 2007年：情熱
- 2008年：多様性
- 2009年：勇気
- 2010年：熱狂
- 2011年：旅
- 2012年：記憶
- 2013年：明日